# ماوگوژاتا لوینسکا
ماوگوژاتا لوینسکا (لهستانی: Małgorzata Lewińska؛ زادهٔ ۱۹ ژوئن ۱۹۷۱) بازیگر اهل لهستان است.
از فیلم‌ها یا مجموعه‌های تلویزیونی که وی در آن‌ها نقش داشته‌است، می‌توان به آغاز بهار، پدر متیو، کارآگاهان جنایی، در خیابان سپولنی، ع چون عشق، اجاره‌نشین‌ها، چه خوب و چه بد و خانه کشیش اشاره نمود.